# Baronía de San Vicenso
La baronía de San Vicenso es un título nobiliario español creado por la reina regente María Cristina de Habsburgo-Lorena, durante la minoría de edad del rey Alfonso XIII, en favor de 
María Menéndez-Valdés y Bustamante, esposa del tercer barón de Covadonga, mediante real decreto del 20 de octubre de 1893 y real despacho del mismo mes y año, para hacer memoria de un antiguo señorío de su casa que databa de 1646.

## Barones de San Vicenso
|                           | Titular                            | Periodo                   |
| Creación por Alfonso XIII | Creación por Alfonso XIII          | Creación por Alfonso XIII |
| ------------------------- | ---------------------------------- | ------------------------- |
| I                         | María Menéndez-Valdés y Bustamante | 1893-1952                 |
| II                        | Jesús Valdés y Menéndez-Valdés     | 1953-2001                 |
| III                       | Santiago Valdés y de la Colina     | 2002-2018                 |
| IV                        | María Luz Valdés y de la Colina    | 2018-hoy                  |

## Historia de los barones de San Vicenso
- María Menéndez-Valdés y Bustamante (m. enero de 1952), I baronesa de San Vicenso.[1]

Casó con Ramón Valdés y Armada, III barón de Covadonga, mayordomo de semana del rey. El 10 de julio de 1953 le sucedió su hijo:
- Jesús Valdés y Menéndez-Valdés (19 de junio de 1917-18 de noviembre de 2001), II barón de San Vicenso, IV barón de Covadonga.[3][1]

Casó el 29 de abril de 1949, en Madrid, con María de la Luz de la Colina y Burón. El 17 de octubre de 2002, previa orden del 2 de septiembre para que se expida la correspondiente carta de sucesión (BOE del día 19), le sucedió su hijo:
- Santiago Valdés de la Colina, III barón de San Vicenso.

El 27 de junio de 2018, por cesión, y previa orden del 10 de mayo para que se expida la correspondiente carta de sucesión (BOE del 1 de junio), le sucedió su hermana:
- María Luz Valdés y de la Colina, IV baronesa de San Vicenso.[2]